# Bataille de Hartville
Guerre de Sécession
Batailles
Première expédition de Marmaduke dans le Missouri :
- Springfield (2e)
- Hartville

La bataille de Hartville s'est déroulée les 9 et 11 janvier 1863, dans le comté de Wright, Missouri, lors de la première expédition de John S. Marmaduke dans le Missouri, pendant la guerre de Sécession.

## Contexte

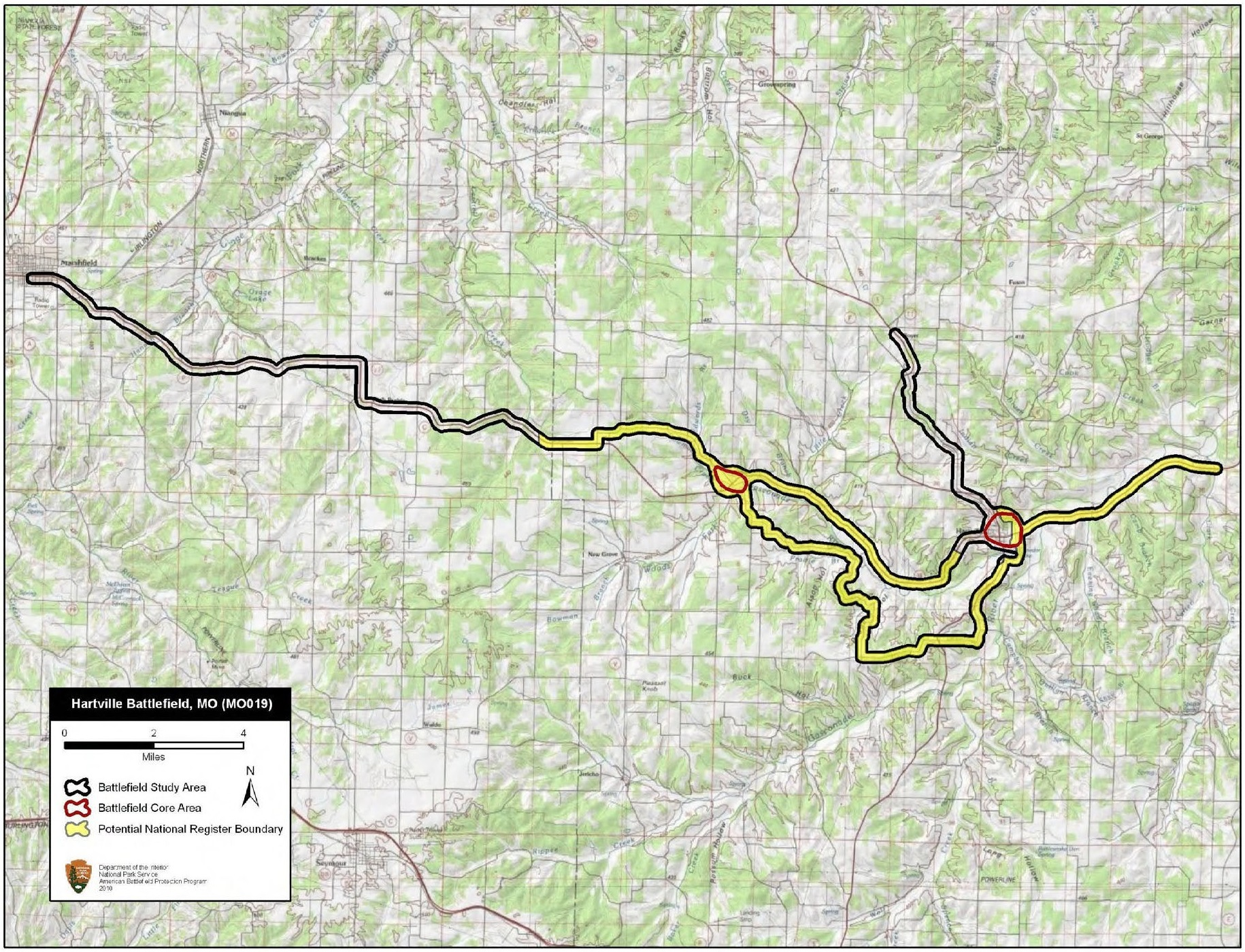
Carte du cœur du champ de bataille et des zones d'étude.

Marmaduke mène un raid confédéré dans le Missouri au début de janvier 1863. Ce mouvement à deux volets. Le colonel Joseph C. Porter (en) commande une colonne, comprenant sa brigade de cavalerie du Missouri, partant de Pocahontas, Arkansas, pour attaquer les postes de l'Union autour de Hartville, Missouri. À l'approche de Hartville le 9 janvier 1863, il envoie un détachement en avant pour faire une reconnaissance. Il réussit à capturer la petite garnison de la milice. La même jour, Porter avance sur Marshfield. Le 10 janvier 1863, quelques hommes de Porter font un raid sur d'autres installations de l'Union dans la région avant d'entrer en contact avec la colonne de Marmaduke à l'est de Marshfield. Marmaduke a reçu des rapports concernant des troupes de l'Union qui approchent pour l'encercler et se prépare à une confrontation.
Le 10 janvier 1863, le colonel Samuel Merrill (en) commande une colonne de secours de l'Union en provenance de Houston, Missouri. Il arrive avec ses troupes à Hartville dans la matinée, découvrant que la petite garnison s'est déjà rendue, et se met en route vers Springfield. Ses forces arrivent au camp de Wood's Fork sur la rivière Gasconade. Tôt dans la matinée du 11 janvier 1863 les confédérés à l'approche sous le commandement de Porter entrent en contact avec les éclaireurs de Merrill et une escarmouche commence.

## Bataille
Marmaduke pense être sous la pression de plusieurs forces, aussi divise-t-il les colonnes de Porter et de Shelby le long d'une autre route de Hartville. Pendant ce temps, observant ce mouvement, Merrill fonce droit sur Hartville où il prend une solide position défensive à couvert, sur les hauteurs à l'ouest du tribunal. Les brigades de Shelby et Porter tentent de déloger la force de Merrill, mais sa position est trop forte. Sur une période de quatre heures plusieurs assauts confédérés sont lancés, chaque fois repoussés. Finalement Merill retire la plupart de ses forces, mais un tiers de ses hommes sous le commandement du lieutenant-colonel Dunlap ne reçoit jamais l'ordre et reste sur le terrain jusqu'à la tombée de la nuit.

## Conséquences
Les éléments des deux camps observent l'autre camp se retirer du champ de bataille alors que la nuit approche, et les deux camps camps revendiquent la victoire. Le constat est partagé. Du côté de l'Union, les assauts de Marmaduke ont été repoussés tout en infligeant de lourdes pertes, mais les fédéraux ont été obligés de laisser le terrain. Du côté des confédérés, Marmaduke a regroupé l'ensemble de ses forces et sécurisé sa voie de retraite. Il a installé un hôpital de campagne dans la ville et a pu revendiquer brièvement le contrôle du terrain. Néanmoins, il a réussi à exécuter une retraite rapide vers l'Arkansas et à faire une longue marche laborieuse vers le campement d'hivernage. De plus, les assauts frontaux ont mené à la mort ou à des blessures mortelles des officiers expérimentés de la Confédération y compris : le commandant de la brigade, le colonel Joseph C. Porter, le colonel Emmett MacDonald (en), le lieutenant-colonel John Wimer (en), et le commandant George R. Kirtley.

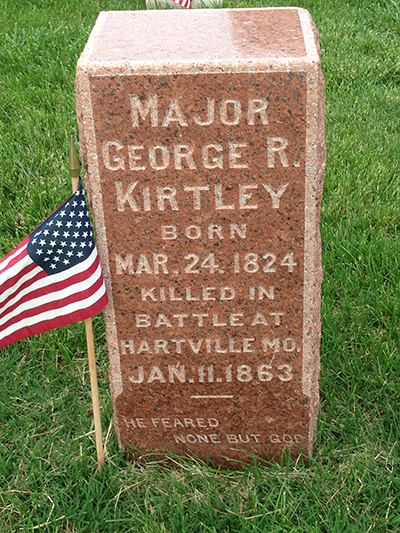
Tombe du commandant George R Kirtley dans le cimetière national de Springfield

Le raid, en lui-même, a causé une grande désorganisation des forces fédérales dans la région et des petits postes ont été envahis, détruits ou abandonnés. Néanmoins, l'autre objectif majeur, le dépôt de Springfield, reste dans les mains l'Union. La fuite réussie du raid annonce la vulnérabilité des fédéraux du Missouri face aux expéditions de type coup de poing.

## Ordre de bataille
Union : Colonel S. Merrill
- 99th Illinois Infantry - lieutenant-colonel Lemuel Parke
- 21st Iowa Infantry - lieutenant-colonel C.W. Dunlap (b)
- 3rd Iowa Cavalry (détachement)- commandant George Duffield
- 3rd Missouri Cavalry (détachement) - capitaine Thomas G. Black
- 2d Missouri Artillery, Battery L (section) - lieutenant William Waldschmidt

Confédération : brigadier général John S. Marmaduke
Shelby's Brigade - colonel J.O. Shelby
- 1st Missouri Cavalry - lieutenant-colonel B.F. Gordon - commandant George R. Kirtley (t)
- 2d Missouri Cavalry - lieutenant-colonel C.A. Gilkey
- 3rd Missouri Cavalry - colonel G.W. Thompson
- 1st Battn. Missouri Cavalry - commandant Ben Elliott
- Quantrill's Partisan Rangers - lieutenant William H. Gregg

Porter's Brigade - colonel Joseph C. Porter (mw)
- Burbridges' Regt. - lieutenant-colonel John M. Wimer (t)
- Green's Regt. - lieutenant-colonel L.C. Campbell
- Jeffers' Regt. - colonel William M. Jeffers

Hors d'une brigade
- MacDonald's Missouri Regt. - colonel Emmett MacDonald (t)

Artillerie
- Capt. Brown's Arkansas Battery - capitaine Louis T. Brown
- Lt. Collins' Section of Bledsoe's Battery (plus tard Collins' Battery) - lieutenant Richard A. Collins

Basé sur l'ordre de bataille de Frederick Goman, sauf notation expresse.